# 达尔多夫
达尔多夫（德語：Dalldorf）是德国石勒苏益格－荷尔斯泰因州的一个市镇。总面积6.05平方公里，总人口367人，其中男性188人，女性179人（2011年12月31日），人口密度61人/平方公里。